# Gun Grit
Gun Grit est un western américain réalisé par William Berke, sorti en 1936.

## Fiche technique
- Réalisation : William Berke
- Scénario : Allen Hall, Lewis Kingdon, Gordon Phillips
- Photographie : Robert E. Cline
- Montage : Arthur A. Brooks
- Musique : Lee Zahler
- Genre : Western[1]
- Production : Berke-Perrin Productions
- Distributeur : Atlantic Pictures[2]
- Durée : 56 minutes
- Date de sortie : 28 mai 1936

## Distribution
- Jack Perrin : Bob Blake
- Ethel Beck : Jean Hess
- David Sharpe : Dave Hess
- Roger Williams : Mack (Gang Boss)
- Ralph Peters : Henchman Dopey
- Frank Hagney : Henry Hess - chef du FBI
- Jimmy Aubrey : The Janitor
- Ed Cassidy : Tim Hess (Rancher)
- Phil Dunham : Henchman Looie
- Oscar Gahan : Henchman Don
- Earl Dwire : Oncle Joe Hess
- Horace Murphy : Rancher Sully
- Lester William Berke : Bobby Hess
- Budd Buster : Henchman
- Olin Francis : Murray
- Herman Hack : l'agent fédéral
- Braveheart : le chien de Hess
- Starlight the Horse : Starlight, le cheval de Bob